# Primeira Liga (2003/2004)
Primeira Liga (2003/2004) – 66. edycja najwyższej klasy rozgrywkowej piłki nożnej w Portugalii. W lidze występowało 18 zespołów. Mistrzem po raz 20. zostało FC Porto.

## Uczestnicy
| Uczestnicy poprzedniej edycji                                                                                 | Uczestnicy poprzedniej edycji | Uczestnicy poprzedniej edycji | Uczestnicy poprzedniej edycji |
| --- | ----------------------------- | ----------------------------- | ----------------------------- |
| POR | FC Porto                      | 1                             |                               |
| BEN | SL Benfica                    | 2                             |                               |
| SCP | Sporting CP                   | 3                             |                               |
| VGU | Vitória Guimarães             | 4                             |                               |
| ULE | União Leiria                  | 5                             |                               |
| PAÇ | FC Paços de Ferreira          | 6                             |                               |
| MAR | CS Marítimo                   | 7                             |                               |
| GVI | Gil Vicente                   | 8                             |                               |
| BEL | CF Os Belenenses              | 9                             |                               |
| BOA | Boavista FC                   | 10                            |                               |
| NAC | CD Nacional                   | 11                            |                               |
| MOR | Moreirense FC                 | 12                            |                               |
| BEM | Beira-Mar                     | 13                            |                               |
| BRA | SC Braga                      | 14                            |                               |
| ACA | Académica Coimbra             | 15                            |                               |
| Awans z Segunda Ligi                                                                                          |                               |                               |                               |
| RAV | Rio Ave FC                    | 1                             |                               |
| ALV | FC Alverca                    | 2                             |                               |
| AMA | Estrela Amadora               | 3                             |                               |
| Oznaczenia: - kolumna pierwsza – skróty nazw drużyn, - kolumna trzecia – miejsce zajęte w poprzednim sezonie. |                               |                               |                               |

## Tabela
| Lp. | Drużyna                  | M  | Z  | R  | P  | Bramki | Bramki | Różn. | Pkt | Uwagi                                         | Bezpośrednio |
| --- | ------------------------ | -- | -- | -- | -- | ------ | ------ | ----- | --- | --------------------------------------------- | ------------ |
| 1   | FC Porto (M)             | 34 | 25 | 7  | 2  | 63     | 19     | +44   | 82  | Liga Mistrzów UEFA • Faza grupowa             |              |
| 2   | SL Benfica (P)           | 34 | 22 | 8  | 4  | 62     | 28     | +34   | 74  | Liga Mistrzów UEFA • III runda kwalifikacyjna |              |
| 3   | Sporting CP              | 34 | 23 | 4  | 7  | 60     | 33     | +27   | 73  | Puchar UEFA • I runda                         |              |
| 4   | CD Nacional              | 34 | 17 | 5  | 12 | 56     | 35     | +21   | 56  | Puchar UEFA • I runda                         |              |
| 5   | SC Braga                 | 34 | 15 | 9  | 10 | 36     | 38     | −2    | 54  | Puchar UEFA • I runda                         |              |
| 6   | CS Marítimo              | 34 | 12 | 12 | 10 | 35     | 33     | +2    | 48  | Puchar UEFA • I runda                         |              |
| 7   | Rio Ave FC               | 34 | 12 | 12 | 10 | 42     | 37     | +5    | 48  |                                               |              |
| 8   | Boavista FC              | 34 | 12 | 11 | 11 | 32     | 31     | +1    | 47  |                                               |              |
| 9   | Moreirense FC            | 34 | 12 | 10 | 12 | 33     | 33     | 0     | 46  |                                               |              |
| 10  | União Leiria             | 34 | 11 | 12 | 11 | 43     | 45     | −2    | 45  | Puchar Intertoto • III runda                  |              |
| 11  | Beira-Mar                | 34 | 11 | 8  | 15 | 36     | 45     | −9    | 41  |                                               |              |
| 12  | Gil Vicente              | 34 | 10 | 10 | 14 | 43     | 40     | +3    | 40  |                                               |              |
| 13  | Académica Coimbra        | 34 | 11 | 5  | 18 | 40     | 42     | −2    | 38  |                                               |              |
| 14  | Vitória Guimarães        | 34 | 9  | 10 | 15 | 31     | 40     | −9    | 37  |                                               |              |
| 15  | CF Os Belenenses         | 34 | 8  | 11 | 15 | 35     | 54     | −19   | 35  |                                               |              |
| 16  | FC Alverca (S)           | 34 | 10 | 5  | 19 | 33     | 49     | −16   | 35  | Spadek do Segunda Ligi                        |              |
| 17  | FC Paços de Ferreira (S) | 34 | 8  | 4  | 22 | 27     | 53     | −26   | 28  | Spadek do Segunda Ligi                        |              |
| 18  | Estrela Amadora (S)      | 34 | 4  | 5  | 25 | 22     | 74     | −52   | 17  | Spadek do Segunda Ligi                        |              |